# Culture du Kirghizistan
 (mars 2015).
Si vous disposez d'ouvrages ou d'articles de référence ou si vous connaissez des sites web de qualité traitant du thème abordé ici, merci de compléter l'article en donnant les références utiles à sa vérifiabilité et en les liant à la section « Notes et références ».

Le Kirghizistan, un pays d'Asie centrale.

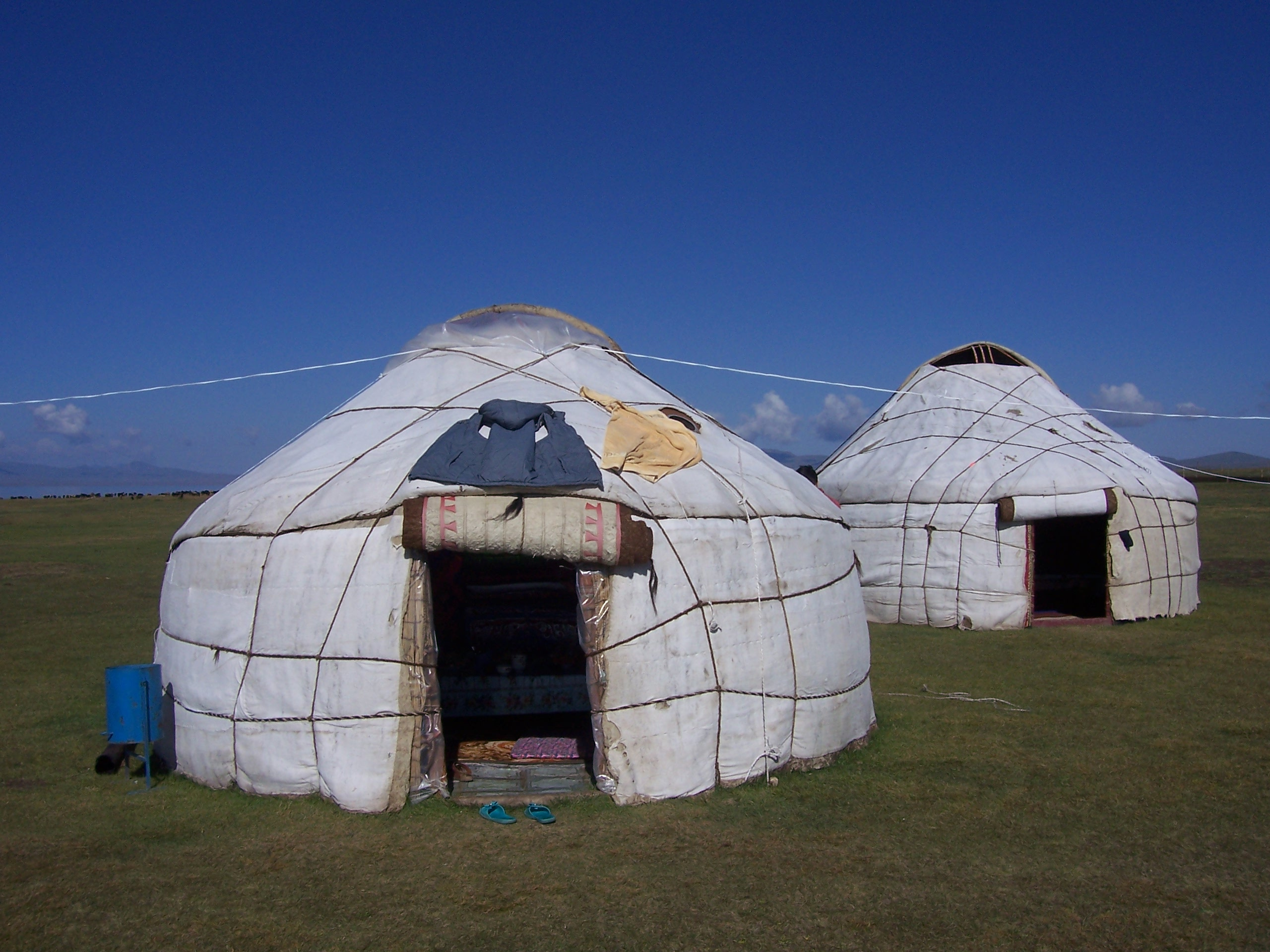
Yourtes kirghizes au bord du lac Son Koul

Cet article traite de différents aspects de la culture au Kirghizistan, un pays d'Asie centrale.

## Langues et populations

### Langues
- Langues au Kirghizistan
- Langues du Kirghizistan

La langue kirghiz appartient au groupe des langues turques oghouzes. 
En 1924, un alphabet basé sur l'alphabet arabe est introduit, remplacé par l'alphabet latin en 1928. En 1941, l'alphabet cyrillique est définitivement adopté. 
En 1993, l'alphabet turkmène est adopté, et rénové en 1999.

### Populations
- Groupes ethniques au Kirghizistan

## Traditions

### Religion(s)

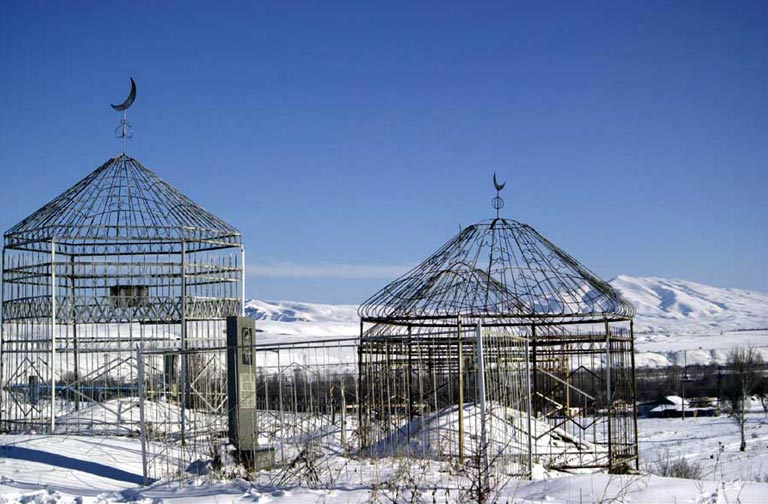
Cimetière musulman près de Bishkek

- Religion au Kirghizistan
- Catégorie:Religion au Kirghizistan
- Islam au Kirghizistan
- Christianisme au Kirgizistan (en)

La religion principale est l'Islam sunnite, de l'école hanafite. Mais la pratique religieuse musulmane est marquée également par les influences du chamanisme, existant antérieurement à l'islam, et du soufisme, dont les missionnaires ont joué un grand rôle dans l'islamisation de la région.
Autrefois très influents, les barchy, sortes de bardes guérisseurs, sont les derniers relais d'un chamanisme fortement teinté d'islam populaire.
La minorité slave se reconnaît principalement dans l'orthodoxie, mais on rencontre également des églises catholiques et protestantes.
Actuellement, plusieurs mouvements religieux, tant islamiques que chrétiens ou autres, mènent un prosélytisme actif.

### Symboles
- Emblème du Kirghizistan
- Armoiries de la République socialiste soviétique kirghize
- Hymne national de la République kirghize
- Drapeau du Kirghizistan

## Société

### Une culture d'origine nomade
Traditionnellement un peuple nomade, les Kirghizes restent attachés à ces traditions. Le pastoralisme semi-nomade est encore respecté en de nombreux endroits, tandis que la liberté qu'il implique a un impact sur les mentalités du pays.

### Structure clanique
Comme il est fréquent dans les sociétés d'origine nomade, les kirghizes sont structurés en « ailes », principalement les ailes gauche et droite, sorte de confédérations de tribus. Les tribus elles-mêmes sont au nombre de 40, ce qui explique, selon certaines théories, l'origine du nom kirghiz, les « quarante ».
L'appartenance tribale se transmet par le père. Bien qu'elle soit moins adaptée à la société contemporaine, elle conserve une importance pour l'identité des individus. Chaque enfant est censé apprendre le nom de ses sept ancêtres immédiats en ligne paternelle, ainsi que l'origine de sa tribu. Pour ce faire, les kirghizes conservent, le Sanjyra, ensemble de listes généalogiques autrefois récitées par les conteurs de la tribu et aujourd'hui mises par écrit.
La règle d'exogamie pousse à se marier hors de sa tribu. À défaut, le mariage est interdit entre individus en deçà du 7e degré de parenté.
Actuellement, la structure clanique, interférant avec l'origine géographique et les pratiques de népotisme et de clientélisme conserve une influence dans les domaines économique et politique. Le régime soviétique avait dû composer avec cette constante. Toutefois, son fonctionnement reste complexe à analyser.

### Le cheval

Statue équestre de Shabdan Baatyr à Kemin

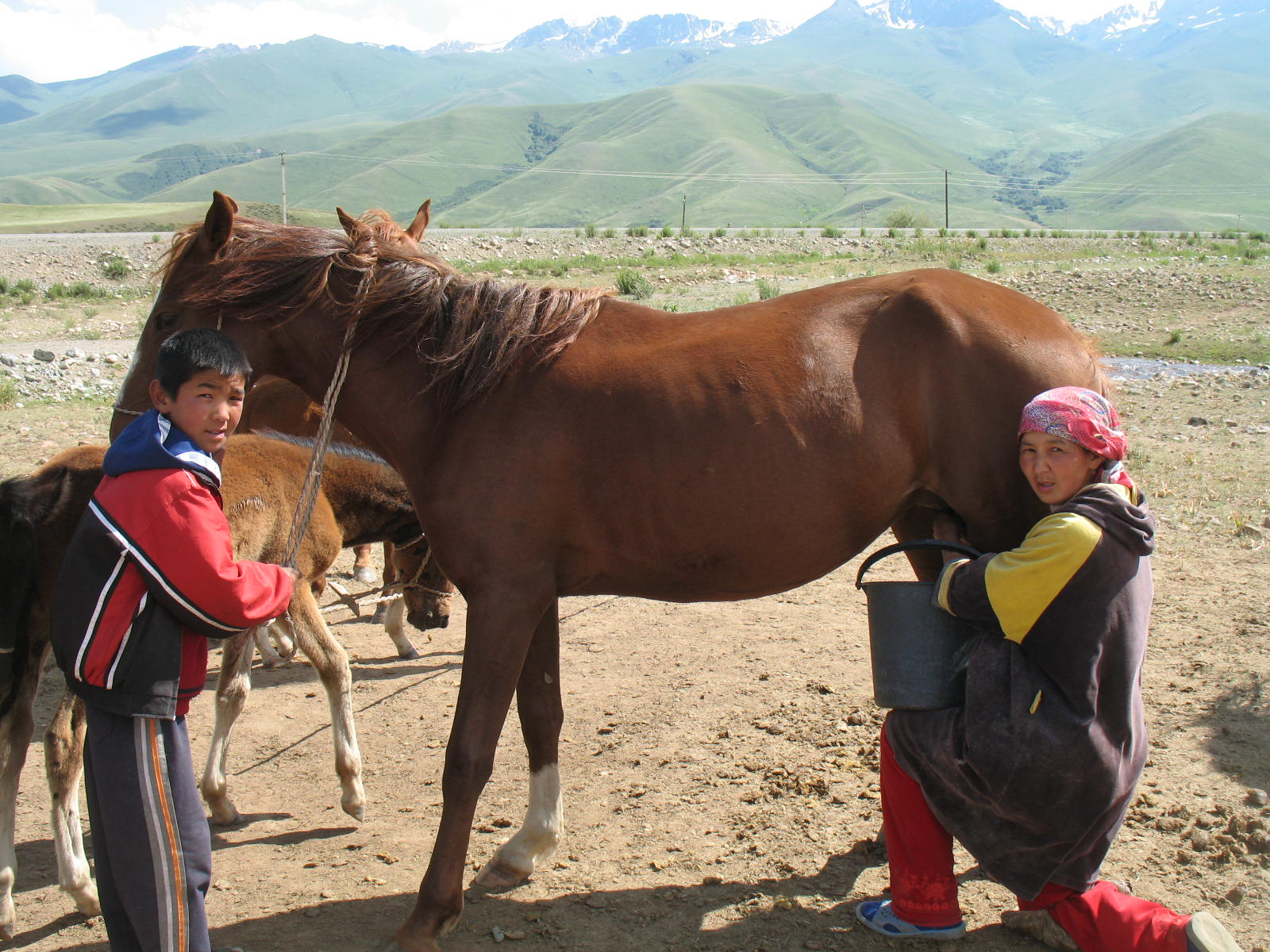
Traite d'une jument à Suusamyr

Le cheval est intimement lié à la culture kirghize. Il occupe une grande place dans l'art, l'imaginaire et la symbolique collective. Il est présent dans les épopées, les chants, les poèmes et les récits des explorateurs. Son élevage recule à l'époque soviétique, en raison de l'industrialisation, de la mécanisation et de la sédentarisation forcées des Kirghiz. La race locale est en voie d'extinction ainsi que les traditions qui lui étaient associées. Le gouvernement, sensibilisé à la préservation de ce patrimoine par les Français Jean-Louis Gouraud et Jacqueline Ripart, a entrepris de régénérer le cheval kirghize et ses traditions. La Fondation Kyrgyz Ate, créée par Jacqueline Ripart, a permis une véritable amélioration de la situation. Le "festival At Chabysh" est un événement culturel et sportif qui est consacré à ce cheval, et qui se déroule au Kirghizistan et dans le district kirghiz de Murghab (Pamir Oriental au Tadjikistan). Ainsi les jeux équestres traditionnels, dont Kyz Kumaï (poursuite d'une jeune fille au grand galop), Tyien Engmey (ramassage au galop de pièces d'or posées sur le sol), Oodarish (lutte entre deux cavaliers) et le Kok borou et l'Oulak tartysh, deux variantes du jeu équestre du bouc écorché, sont restés des sports très populaires, organisés à l'initiative des communautés villageoises elles-mêmes ou par des fédérations nationales. Des compétitions peuvent être commandées également par des particuliers à l'occasion des événements familiaux.
Au cours de festivités populaires rassemblant les représentants de différentes régions, appelée At Chabysh, sont organisées des courses en ligne sur longue distance, dites baïge. En effet, la particularité du cheval de type kirghize tient à son endurance et son adaptation au relief montagneux.
Le Kyz Kumaï est également un jeu très populaire, consistant en une double poursuite à cheval sur une distance d'environ 300 m. Dans un premier temps, un jeune homme poursuit une jeune fille, et tente de l'embrasser. Si la jeune fille a réussi à échapper au baiser, elle a le droit, à son tour de poursuivre le jeune homme pour lui asséner des coups de fouet.

### Les solennités familiales

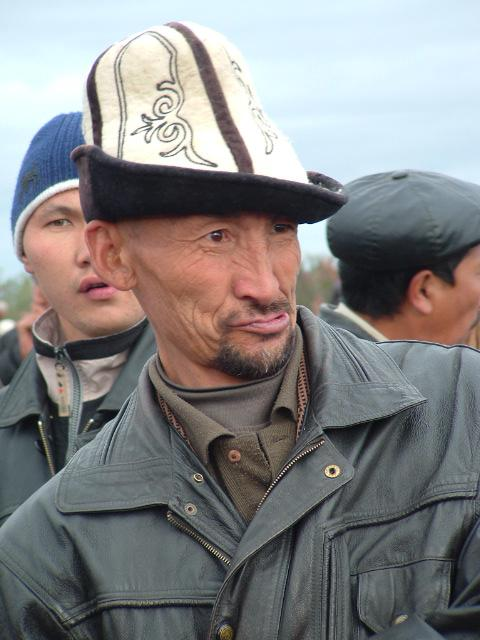
Kirghize au marché de Karakol

Outre les fêtes officielles et traditionnelles liées au cycle annuel, la vie sociale kirghize est ponctuée de nombreuses célébrations familiales, liées aux grandes étapes de la vie des individus :
- fête du berceau,
- fête des premiers pas,
- circoncision,
- fête de puberté,
- fiançailles,
- mariage,
- invitations mutuelles des beaux-parents,
- enterrement,
- repas à la mémoire des défunts sept jours, quarante jours et un an après le décès,
- repas donnés en reconnaissance d'un événement heureux, etc.

Comprenant de nombreux éléments rituels et symboliques, associant éventuellement l'iman local, ces fêtes sont aussi l'occasion de rassembler largement la parentèle et le voisinage pour des agapes abondantes auxquelles la famille consacre une part importante de ses revenus.
C'est le cas particulièrement du mariage, dont les dépenses, ajoutées à la dot, peuvent mettre les familles en difficulté. C'est l'une des raisons pour lesquelles se pratique le rapt des fiancées : Ala Kachuu. Il s'agit de l'enlèvement de la jeune fille convoitée par l'entourage du jeune homme. Pratiqué avec le consentement de la jeune fille ou non, ce rapt peut permettre d'échapper à l'organisation des fiançailles et au versement de la dot.

## Arts de la table

### Cuisine(s)
- Cuisine kirghize

## Santé
- Catégorie:Santé au Kirgizistan
- Protection sociale

### Sports, arts martiaux
- Sport au Kirghizistan
- Comité national olympique de la République du Kirghizistan
- Sportifs kirghiz
- Sportives kirghizes
- Jeux de l'Asie centrale, Jeux mondiaux nomades
- Kok-borou

## Média
- Média au Kirghizistan
- Catégorie:Média au Kirghizistan

## Littérature

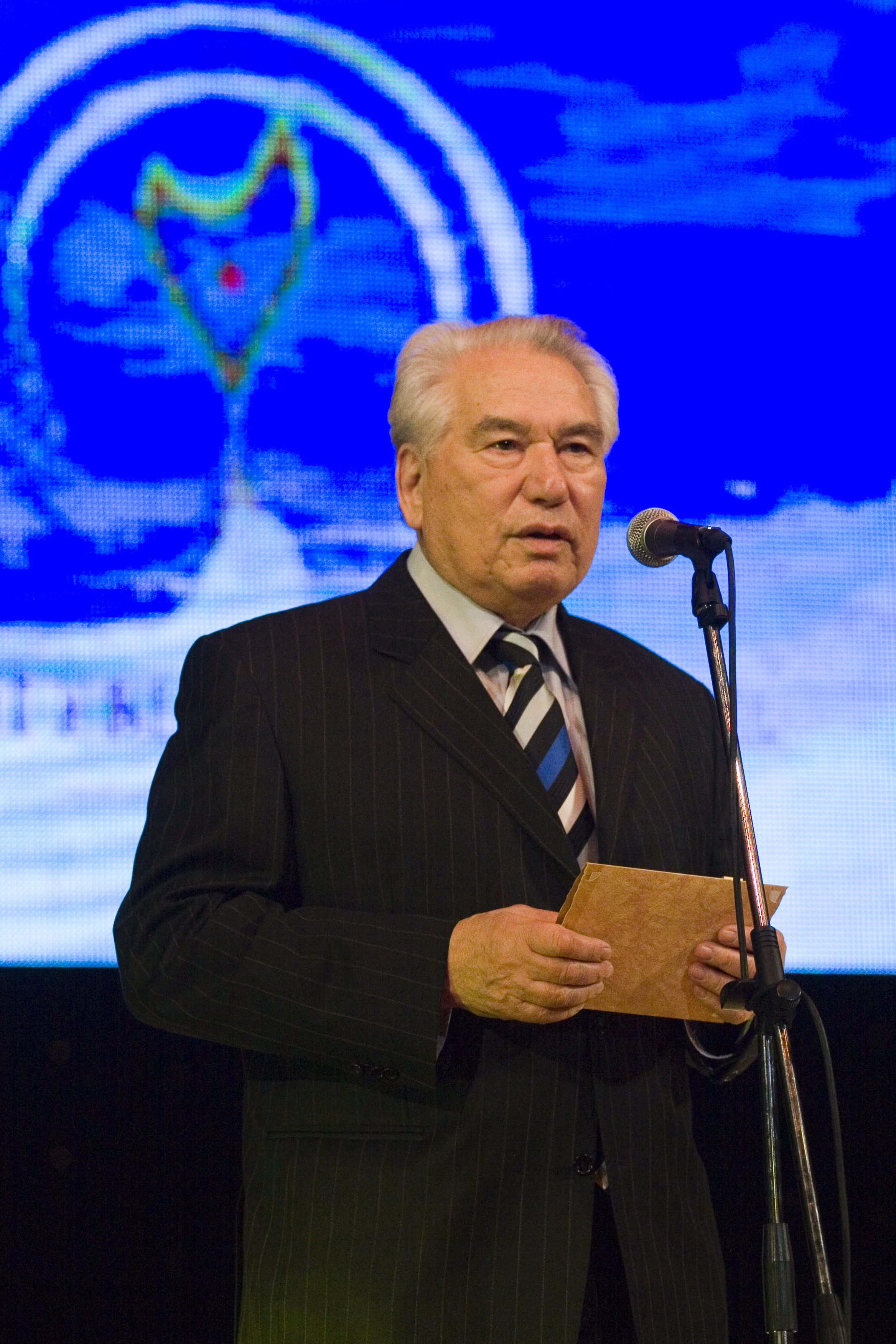
Tchinguiz Aïtmatov (2007)

La littérature kirghize reste principalement orale jusqu'au XXe siècle, avec des récits épiques nationaux, guerriers et lyriques, tels que Manas, Kedeï-khan ou Kourmanbek.
Dans le domaine de la littérature écrite, se détache la figure de Tchinguiz Aïtmatov, auteur de nombreux livres, dont certains furent traduits en français par Louis Aragon. On peut citer notamment Le premier maître, Jamilia, Le billot et Un jour long comme un siècle. Ses livres ont fait l'objet de nombreuses adaptations cinématographiques.
Début 2021, l'édition kirghize de Wikipédia recense 300 écrivains kirghizes, et la version russe 71.

### L'improvisation littéraire
L'épopée et le poème mélodique improvisé, sont les expressions artistiques par excellence. Ce dernier est accompagné au moyen d'un instrument à trois cordes, le komouz. L'improvisation poétique fait l'objet de joutes entre deux orateurs, les aïtysh, agrémentant les festivités officielles ou privées et récompensées de prix. C'est également un spectacle télévisé à succès.
L'épopée Manas, phénomène littéraire par son volume et son emphase, transmise et enrichie sur plusieurs siècles par la tradition orale, fait la fierté d'un peuple qui connaît actuellement un processus de réappropriation de ses racines historiques et mythologiques. Le nom de Manas est accolé à de nombreuses institutions telles que des universités, centres culturels, aéroports, ensembles architecturaux, formations artistiques, plans gouvernementaux, rues... Les valeurs incarnées par le héros éponyme (courage, fougue, noblesse…) sont mobilisées par les ouvrages éducatifs et la propagande publique. Il est le symbole de l'unité des kirghizes.
Outre Manas, le répertoire kirghize compte de nombreuses autres épopées de moindre importance et de moindre ampleur telles que Kokojach ou Kurmambek, qui mettent en scène des héros mythiques. Bien que mettant en scène des motifs variés (la bravoure, l'honneur, la fidélité...), chaque épopée est, en général, dominée par un thème anthropologique tel que le rapport à la nature, le rapport au père... Certaines d'entre elles, ou tout au moins certains personnages, appartiennent aussi au folklore kazakh.
- Toktogul Satilganov (1864-1933)

- Épopées des peuples turcs : Manas, Manasologie, Kojojash, Koroghlou, Töshtük
- Akyn, conteur-chanteur (kazakh ou kirghiz), interprète, créateur potentiel, s'accompagnant au luth komuz. Les akyn qui peuvent réciter l'épopée de Manas sont appelés "manaschys".
- Jyraou, conteur-chanteur, interprète, en domaine kazakh principalement
- Aïtys, joute verbale entre conteurs (en pays kazakh et kirghiz, au moins), joute oratoire, battle
- Dastan, conte épique (domaine persan, tadjik, ouzbek, kazakh, turkmène, etc), dont se compose l'histoire orale, la tradition orale
- Liste de poètes en langages turcs

### Littérature écrite
- Bible translations into Kyrgyz
- Kyrgyz Soviet Encyclopedia (1976-1980)
- Écrivains kirghiz, dont le plus célèbre reste
- Tchinguiz Aïtmatov (1928-2008), The Day Lasts More Than a Hundred Years (1980)

## Artisanats
- Art des steppes

### Textiles, cuir, papier
- Tush kyiz (en)
- Kalpak

### Les arts appliqués

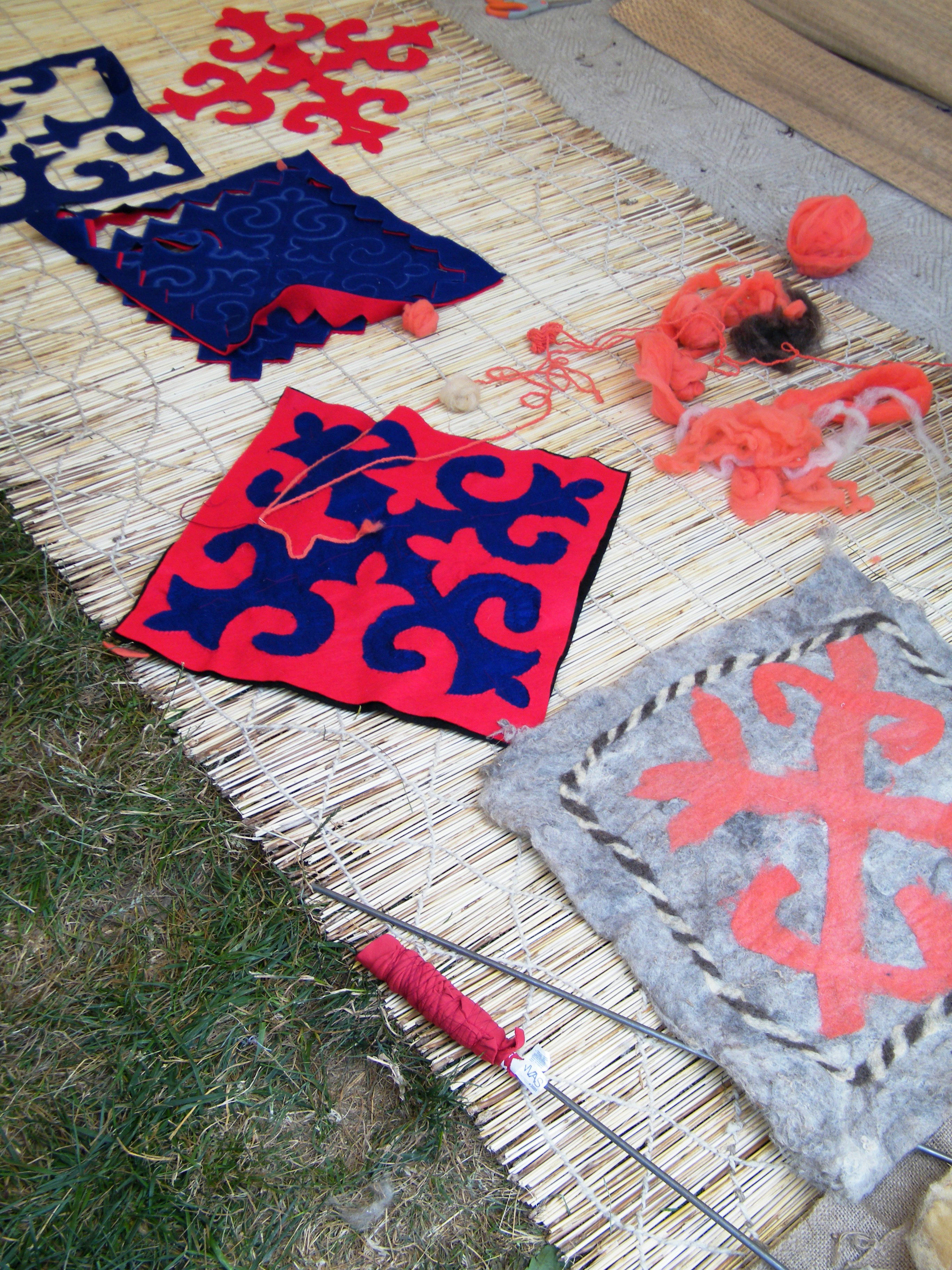
Kirghize senti tapis

Les kirghizes ont développé avec beaucoup de raffinement les artisanats liés à la fabrication et à la décoration de la yourte. Faite d'épaisses toiles de feutre, arrimées à leur structure de bois par des bandes de laine multicolore tressées, la yourte peut être ornée de bandes décoratives à l'extérieur et surtout à l'intérieur. Les motifs traditionnels sont exécutés en couleurs très vives.
L'équipement traditionnel est fait de tapis noués, les kilem, ou de tapis de feutre, les chyrdak, qui isolent fortement du sol. Pour le coucher, des nattes de tissu sont effectuées en patchwork. Des décors en tissu brodé, les Tuch Kiiz, complètent la décoration textile.
Toutes ces pièces devaient être exécutées par la mère de famille et transmise en dot à sa fille dans de grands coffres traditionnels en bois au moment du mariage. La sculpture sur bois ou la damasquinerie permettaient d'orner ces coffres qui servaient de rangement principal dans les yourtes.
Les artisanats du feutre et du patchwork connaissent un grand renouveau, tandis que les broderies anciennes se vendent à prix d'or depuis l'ouverture du pays aux touristes.

## Arts visuels

### Sculpture
- Turgunbay Sadykov, Héros de la République kirghize 1997

### Architecture
- Pastoralisme nomade
- Yourte

## Arts du spectacle

### Musiques

#### Musique traditionnelle

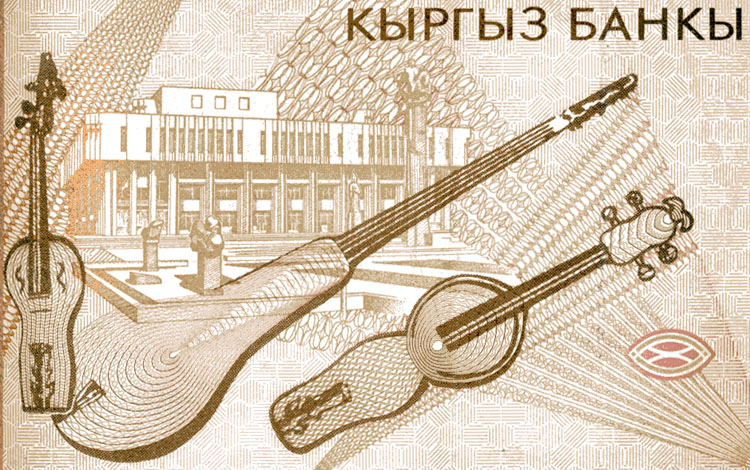
Instruments de musique figurant sur un billet de banque

Les fêtes kirghizes sont toujours accompagnées de musique. Si les musiques pop russe, ouzbek et turque voisinent aujourd'hui avec la pop kirghize et l'influencent, les motifs traditionnels ne sont jamais loin et la musique folklorique est toujours à l'honneur.
Contrairement à la danse, la musique est un art caractéristique des kirghizes. On recense une multitude de mélodies traditionnelles dans les villages du Kirghizstan, qui comprenaient chacun leur formation folklorique dans un passé encore récent.
L'instrument roi, est le komuz, sorte de petite mandoline à trois cordes, dont les cordes sont frappés ou pincées, dans un jeu de doigts d'une étonnante dextérité. Le kial, un peu plus rare est une variété de viole. Ces instruments légers et de petite taille, extrêmement rustiques, étaient particulièrement adaptés à la vie des bergers. Ils étaient complétés par des guimbardes en métal, le temir komuz, ou en bois, ainsi que par des flûtes comme le chor en bois et le chopo chor en terre.
Aujourd'hui, des ensembles musicaux comme Ordo sakhna tentent de faire revivre avec beaucoup de noblesse ce patrimoine traditionnel.

### Danse(s)
- Danses nationales kirghizes[3]
- Bubusara Beyshenalieva (1926-1973)

### Théâtre
- Théâtre au Kirghizistan (ru)
- Théâtre Babour (1914), à Och
- Théâtre dramatique russe Bichkek (de) (1935)
- (en) Simon Tordjman, Une introduction au théâtre actuel en Asie centrale et en Afghanistan, 2006 (IETM, International network for contemporary performing arts)[4]
- Sabira Kumushaliyeva (1917-2007), actrice, Héroïne de la République kirghize 2000

### Autres: marionnettes, mime, pantomime, prestidigitation
- Cabaret, toute forme mineure des arts de scène
- Arts de la rue, Arts forains, Cirque,Théâtre de rue, Spectacle de rue,
- Marionnette, Arts pluridisciplinaires, Performance (art)…
- Arts de la marionnette au Kirghizistan sur le site de l'Union internationale de la marionnette

### Cinéma
- Cinéma kirghiz
- Cinéma d'Asie centrale : Cinéma kazakh, Cinéma kirghiz, Cinéma ouzbek, Cinéma tadjik, Cinéma turkmène

Dans la seconde moitié du XXe siècle, le Kirghizstan s'est illustré par un cinéma poétique nourri de la clarté et de la rigueur des écoles soviétiques.
Les grands cinéastes du passé sont
- Tolomouch Okeev (1935-2001),
- Bolotbek Chamchiev (1941-),
- Mélis Ouboukeev (1935-).
- Dinara Assanova (1942-1985)

Parmi les cinéastes russes ayant œuvré dans la région : Gennadij Bazarov (1942-).
Parmi les autres productions des studios Kirghizfilm d'avant 1980 :
- Dinara Assanova (1942-1985) : Le Pivert n'a pas mal à la tête (Не болит голова у дятла) (1977)
- Adolf Bergunker (ru) (1906-1989) : Djoura (Джура, 1964)
- Iouri Boretski (ru) (1935-2003) : La cascade (1973), Ici se rassemblent les cygnes (1973)
- Izya Gerstein (ru) : Le changement (1965), Retourne-toi, camarade (1970c)
- Isenov Sagynbek (1934-) : La dispute des chiffres (1977)
- Aleksandr J. Karpov (1922-) : Loin dans les montagnes (1958)
- Ivan Kobyzev (1910-) : Ma faute (1957)
- Algimantas Vidugiris : Chacun suit son chemin (У каждого своя дорога, 1965)
- Andrej Mihalkov-Konchalovski (1937-) : Le premier maître (1965)
- Vladimir Nemoljaev (1903-) : Toktogoul (1959)
- Alekseï Ochkine (1922-2003) : La jeune fille du Tian-Chan (1960)
- Vassili Pronine (1905-) : Saltanat (1955)
- Marianna Rochal (1925-) : La rue des cosmonautes (1963)
- Aleksej Saharov (1934-) : La légende du cœur de glace (1957), Le col (1961)
- Larissa Chepitko (1938-1979) ; Chaleur torride (Znoj, 1963)
- Roman Tikhomirov (1915-1984) : Tcholpon, l'étoile du matin (1959)
- Liste de films du Kirghizistan (en)
- Catégorie:Réalisateur kirghiz
- Catégorie:Scénariste kirghiz
- Catégorie:Film kirghiz

#### Cinéma du Kirghizistan indépendant
Depuis l'indépendance, la production cinématographique, bien que souffrant d'un manque d'investissement, reste très vivante et produit quelques chefs-d'œuvre. Il convient de citer avant tout la trilogie d'Aktan Abdykalikov composée des films Selkinchek, Beshkempir (Le Fils adoptif) et Maimyl (Le Singe).
En outre, se sont particulièrement signalés : Ernst Adbyjaparov avec Saratan, Étoile d'or au festival de Marrakech en 2005, et Boz Salkyn (traduit en Pure Coolness) en 2007, Nurbek Egen avec L'été d'Isabelle en 2006, où joue l'actrice belge Natacha Régnier, ou encore Marat Sarulu, avec le Faisan d'Or en 2001 et le Chant des Mers du Sud, Prix du jury du Festival des trois continents à Nantes en 2008. Vie villageoise, identités ethniques et religieuses, rapport à la tradition ou à la modernité, ouverture sur le monde, sont des thèmes transversaux à ces films. Saratan y ajoute, sur le ton de la farce rurale, une peinture de l'impuissance de l'administration actuelle face au délitement de la société kirghize contemporaine.

### Autres
- Cultures urbaines, Street art
- Art vidéo, Art numérique
- Jeu vidéo, Industrie vidéoludique

## Tourisme
- Tourisme au Kirghizistan (en)[5]
- Visa policy of Kyrgyzstan (en)

## Patrimoine

### Musées
- Liste de musées au Kirghizistan

### Liste du Patrimoine mondial
Le programme Patrimoine mondial (UNESCO, 1971) a inscrit dans sa liste du Patrimoine mondial (au 12/01/2016) : Liste du patrimoine mondial au Kirghizistan.

### Liste représentative du patrimoine culturel immatériel de l’humanité
Le programme Patrimoine culturel immatériel (UNESCO, 2003) a inscrit dans sa liste représentative du patrimoine culturel immatériel de l’humanité (au 12/01/2016) :
- 2008 : l’art des Akyn, conteurs épiques Kirghiz[6].
- 2009 : Novruz[7].
- 2013 : Manas, Semetey, Seitek : trilogie épique kirghize[8],
- 2014 : les connaissances et savoir-faire traditionnels liés à la fabrication des yourtes kirghizes et kazakhes (habitat nomade des peuples turciques)	(Kazakhstan - Kirghizistan)[9],
- 2015 : l'aitysh ou aitys, art de l'improvisation (Kazakhstan - Kirghizistan)[10],
- 2016 : la culture de la fabrication et du partage de pain plat Lavash, Katyrma, Jupka, Yufka[11](Azerbaïdjan,Iran (République islamique d’), Kazakhstan, Kirghizistan, Turquie),
- 2017 : le kok-boru, jeu équestre traditionnel[12].

### Filmographie
- Nomades du Kirghizstan, film de Wolfgang Mertin, Arte, ADAV, Paris, 2009, 52 min (DVD)
- L'ala-kiyiz et le chirdak, l’art du tapis traditionnel kirghiz en feutre, film de Murat Mambetov, Fonds UNESCO du Patrimoine culturel immatériel de l'humanité, 2012, 8 min 43 s (DVD-Rom) + documents d'accompagnement
- Manas, Semetey, Seitek : trilogie épique kirghize, Fonds UNESCO du Patrimoine culturel immatériel de l'humanité, 2013, 10 min (DVD-Rom) + documents d'accompagnement